# Lijst van Bijbelse personen
Dit is een alfabetische lijst van personen en personages die in de Bijbel voorkomen.
(N.B.: de spelling is overgenomen uit de NBG Bijbelvertaling van 1951).

## Oude Testament

### A
Aäron - Abel - Abia - Abiam - Abigaïl - Abihu - Abinadab - Abiram - Abisaï - Abjathar - Abner - Abraham (ook: Abram) - Absalom - Achab - Achan - Achaz - Achimelech - Achis - Achitofel - Adam - Adonia - Adriël - Agag - Ahasveros - Achazja van Israël - Achazja van Juda - Ahia - Ahimaäs - Ahio - Aholiab - Amasa - Amazia - Amiël - Amnon - Amon - Amos - Amram (zoon van Kahath) - Amram (zoon van Bani) - Aram (zoon van Sem) - Andreas - Arpachsad - Artachsasta - Asa - Asaël - Asaf - Aser - Aspenaz - Athalia - Azarja

### B
Baäl - Baäla - Baälat - Baälat-Beër - Baäl-Berit - Baäl-Chanan - Baäl-Chasor - Baäle-Jehuda - Baäl-Gad - Baäl-Hamon - Baäl-Hermon - Baälis - Baäl-Meon - Baäl-Peor - Baäl-Perasim - Baäl-Salisa - Baäl-Sefon - Baäl-Tamar - Baäl-Zebub - Baäna - Baära - Baäseja - Babel - Babylon - Babylonië - Bacharum - Bachriet - Bachurim - Baëna - Baësa - Bagoas - Bakbakkar - Bakbuk - Bakbukja - Bakchides - Bakenor - Bala - Baladan - Balak - Balamon - Baliet - Bamot - Bamot-Baäl - Bani - Barabbas - Barachel - Barak - Barchum - Barea - Bariach - Barjesus - Barjona - Barkos - Barnabas - Barsabbas - Bartimeüs - Bartolomeüs - Baruch - Barzillai - Basa - Basan - Basemat - Baskama - Baslit - Baslut - Bassebet - Batane - Bat-Gallim - Bat-Rabbim - Batseba - Batsua - Bawwai - Bazan - Bealja - Bealot - Bebai - Becher - Bechorat - Bedad - Bedan - Bedeja - Beëljada - Beëlzebul - Beër - Beëra - Beër-Elim - Beëri - Beërot - Beëstera - Bektilet - Bel - Bela - Belbaïm - Beliar - Belmaïn - Belsassar - Beltesassar (Daniël) - Ben-Abinadab - Benai - Benaja - Ben-Ammi - Ben-Chaïl - Ben-Chanan - Ben-Chesed - Ben-Chur - Ben-Deker - Bene-Berak - Bene-Jaäkan - Ben-Geber - Benhadad I - Ben-Hinnomdal - Beninu - Benjamin - Ben-Oni - Ben-Zochet - Beon - Beor - Bera - Beracha - Beraja - Berea - Berechja - Bered - Beri - Beria - Beriïeten - Bernice - Berodach-Baladan - Berota - Berotai - Berseba - Besai - Besaleël - Beser - Besodja - Besor - Betach - Bet-Anat - Bet-Anot - Bet-Araba - Bet-Arbel - Bet-Asbea - Bet-Awen - Bet-Azmawet - Bet-Baäl-Meon - Bet-Bara - Bet-Bassi - Bet-Biri - Bet-Chogla - Bet-Choron - Bet-Dagon - Bet-Diblataïm - Bet-Eden - Bet-Eked - Betel - Beten - Betesda - Betfage - Bet-Gader - Bet-Gamul - Bet-Haëmek - Bet-Haësel - Bet-Haggan - Bet-Haggilgal - Bet-Hajjesimot - Bet-Hakkerem - Bet-Hammarkabot - Bet-Hammerchak - Bet-Haram - Bet-Haran - Bet-Hassitta - Bet-Kar - Bet-le-Afra - Bet-Lebaot - Bet-Lechem - Betlehem - Bet-Meon - Bet-Millo - Bet-Nimra - Betomestaïm - Betonim - Bet-Passes - Bet-Pelet - Bet-Peor - Bet-Rafa - Bet-Rechob - Betsaïda - Bet-San - Bet-Semes - Bet-Sur - Bet-Tappuach - Bet-Togarma - Betuël - Betul - Betulia - Bet-Zacharia - Bet-Zait - Betzata - Bezaleël - Bezek - Bichri - Bidkar - Bigta - Bigtan - Bigwai - Bikat-Awen - Bildad - Bileam - Bilga - Bilgai - Bilha - Bilhan - Bilsan - Bimhal - Bina - Binnuï - Birsa - Bir-Zaït - Bislam - Bitja - Bitron - Bitynië - Bizzeta - Blastus - Boanerges - Boaz - Boaz - Bocheru - Bochim - Bohan - Bor-Asan - Boraze - Boses - Boskat - Bosor - Bosorra - Bosra - Boven-Cilicië - Boven-Egypte - Boven-Galilea - Bozor - Bubastis - Bugatan - Bugeeër - Bukki - Bukkiahu - Buna - Bunni - Buz - Buzi

### C
Cham - Chiljon - Chonanja- Chur

### D
Dan - Daniël (ook: Beltesassar) - Darius - Dathan - David - Debora - Delila - Dina - Doëg - Drusilla

### E
Ebed-Melech - Efraïm - Eglon - Ehud - Eleazar - Ela - Eldad - Eleazar - Eli - Elia - Eliab - Eliëzer - Elifaz - Elimelech - Elisa - Eljakim - Eljasib - Elkana - Enak - Henoch - Enos -
Esau (ook: Edom) - Ester - Ethan - Ethbaäl - Eva - Evil-Merodach -
Ezra - Ezechiël

### G
Gad - Gehazi - Gersom - Gesem - Gideon - Goliath

### H
Habakuk - Hadad - Hagar - Haggai - Halloches - Haman - Hanani - Hananja - Hanna - Hanun - Haran - Hazaël - Hegaï - Henoch - Hilkia - Hiram I - Hizkia - Hofni - Hogla - Hosea - Hulda - Hur - Huram - Husai - Huz

### I
Isaak - Isai (soms: Jesse) - Isboset - Ismaël - Issaschar - Itamar - Izebel

### J
Jabin - Jaël - Jafet - Jahaziël - Jakob (ook: Israël) - Jared - Jecholia - Jedaja - Jefta - Jehizkia - Jehu - Jemima - Jeremia - Jerach - Jerobeam - Jesaja - Jethro - Joab - Joah - Joahaz - Joas - Jesua - Job -  Jochebed - Joël - Jojachin - Jojada - Jojakim - Jona - Jonadab - Jonatan - Joram van Israël - Joram van Juda - Jorim - Josabath - Josafat -  Josia - Jozef - Jozua - Jubal - Juda - Judit

### K
Kaïn - Kaleb - Kores - Kenan - Kerenhappuch - Kezia - Kis - Kohath - Korach

### L
Laban - Lappidot - Levi - Lilith - Lot - Lamech - Lea -Lydia

### M
Maächa - Machir - Machlon - Mahla - Maleachi - Manasse (stamvader) - Manasse van Juda - Manoa - Medad - Mefiboseth - Melatja - Melchizedek - Melzar - Meremott - Merodach-Baladan - Mesach (ook: Mishaël) - Metusalem - Micha - Michal - Mirjam - Mordechai - Mozes

### N
Naäman - Nabal - Naboth - Nachon - Nadab - Naftali - Nahor (zoon van Terach) - Nahor (zoon van Serug) - Naomi - Nahum - Nathan - Nebukadnezar II van Babylon - Necho - Nehemia - Nimrod - Noach

### O
Obadja - Obed - Obed-Edom - Oded - Og - Omar - Omri - Ornan - Orpa - Othniël

### P
Peleg - Pinechas - Pashur - Potifar

### R
Rachel - Rebekka - Ruben (zoon van Jakob) - Ruth - Rabsaka - Rachab - Rechab - Rechum - Refaja - Rehabeam - Rezon

### S
Samuel - Sara (Hebreeuwse Bijbel) (ook: Saraï) - Sadrach (ook: Hanania) - Salomo - Sanballat - Sem - Sesbassar - Simeon, (zoon van Jakob) - Simson - Safa - Sallum - Salmaneser - Samma - Sanherib - Saul - Sebna - Semaja - Seth - Sisak - Sihon - Sisera - So, koning van Egypte

### T
Tamar - Tattenai - Terach - Tobia - Teres - Thatnaï - Tibni - Tirza - Tiglatpileser

### U
Uria (Bijbel) - Uri - Uzza - Uzzia - Uzziël

### V
Vasthi

### Z
Zabdi - Zacharia - Zadok - Zakkur - Zebulon - Zedekia - Zefanja - Zelafead - Zeres - Zerubbabel - Zeruja - Ziba - Zimri - Zippora - Zofar

## Nieuwe Testament

### A
Agabus - Ananias en Saffira - Andronikus - Annas - Aquila - Gaius Iulius Caesar Octavianus (Augustus) - Agrippa - Alexander - Anna - Andreas - Annas - Apollos - Archelaüs

### B
Barnabas - Barabbas - Bartolomeüs - Bartimeüs - Bernice

### C
Cornelius - Caesar Augustus

### D
Demas - Demetrius - Dorkas (ook: Tabita) - Drusilla

### E
Epafras - Epafroditus - Elisabeth - Elymas - Eunice - Euodia - Eutychus

### F
Felix - Febe - Festus (ook: Porcius Festus) - Filemon - Filippus

### G
Gallio - Gamaliël

### H
Hanna - Herodes I - Herodes Antipas - Herodes Agrippa I

### J
Jakobus - Jakobus (zoon van Alfeüs) - Jezus Christus - Johannes (apostel) - Johannes de Doper - Johannes Markus - Jozef van Nazareth - Jozef van Arimatea - Judas Taddeüs - Jaïrus - Jason - Judas van Damascus - Judas Iskariot - Judas Taddeüs - Junia

### K
Kajafas - Kleopas - Klopas

### L
Lazarus (broer van Martha en Maria) - Lucas - Lois - Lucius van Cyréne - Lydia

### M
Martha (zuster van Lazarus) - Maria Magdalena - Maria, moeder van Jezus - Maria, vrouw van Kleopas - Malchus - Matteüs - Mattias

### N
Nikodemus - Nicolaüs

### O
Onesimus

### P
Parmenas - Paulus - Petrus - Pontius Pilatus - Priscilla (ook: Prisca) - Prochorus

### R
Roda - Rufus

### S
Silas - Simeon - Simon - Simon van Cyrene - Simon de tovenaar - Saffira - Sceva - Sergius Paulus - Syntyche

### T
Tertius - Timoteüs - Titus - Tychikus - Thaddeüs - Thomas - Timon - Trofimus - Tyrannus

### Z
Zacheüs - Zacharias - Zebedeüs